# Кудреш
Кудреш је насеље у Србији у општини Голубац у Браничевском округу. Према попису из 2022. било је 119 становника.

## Демографија
У насељу Кудреш живи 164 пунолетна становника, а просечна старост становништва износи 47,0 година (46,4 код мушкараца и 47,4 код жена). У насељу има 67 домаћинстава, а просечан број чланова по домаћинству је 2,88.
Ово насеље је углавном насељено Србима (према попису из 2002. године), а у последња три пописа, примећен је пад у броју становника.
|  |

| Демографија | Демографија | Демографија |
| Година      | Становника  | Становника  |
| ----------- | ----------- | ----------- |
| 1948.       | 402         |             |
| 1953.       | 400         |             |
| 1961.       | 385         |             |
| 1971.       | 380         |             |
| 1981.       | 371         |             |
| 1991.       | 328         | 242         |
| 2002.       | 193         | 341         |
| 2011.       | 154         |             |

| Етнички састав према попису из 2002.‍ | Етнички састав према попису из 2002.‍ | Етнички састав према попису из 2002.‍ | Етнички састав према попису из 2002.‍ | Етнички састав према попису из 2002.‍ |
| ------------------------------------ | ------------------------------------ | ------------------------------------ | ------------------------------------ | ------------------------------------ |
|                                      |                                      |                                      |                                      |                                      |
| Срби                                 | Срби                                 |                                      | 152                                  | 78,75%                               |
| Власи                                | Власи                                |                                      | 37                                   | 19,17%                               |
| Румуни                               | Румуни                               |                                      | 2                                    | 1,03%                                |
| непознато                            | непознато                            |                                      | 0                                    | 0,0%                                 |

| Година пописа     | 1948. | 1953. | 1961. | 1971. | 1981. | 1991. | 2002. |
| ----------------- | ----- | ----- | ----- | ----- | ----- | ----- | ----- |
| Број домаћинстава | 104   | 105   | 100   | 95    | 88    | 82    | 67    |

| Број чланова      | 1  | 2  | 3 | 4 | 5 | 6 | 7 | 8 | 9 | 10 и више | Просек |
| ----------------- | -- | -- | - | - | - | - | - | - | - | --------- | ------ |
| Број домаћинстава | 20 | 22 | 3 | 7 | 5 | 5 | 3 | 2 | 0 | 0         | 2,88   |

| Пол    | Укупно | Неожењен/Неудата | Ожењен/Удата | Удовац/Удовица | Разведен/Разведена | Непознато |
| ------ | ------ | ---------------- | ------------ | -------------- | ------------------ | --------- |
| Мушки  | 78     | 11               | 54           | 11             | 2                  | 0         |
| Женски | 90     | 7                | 54           | 24             | 4                  | 1         |
| УКУПНО | 168    | 18               | 108          | 35             | 6                  | 1         |

| Пол    | Укупно                    | Пољопривреда, лов и шумарство | Рибарство                            | Вађење руде и камена | Прерађивачка индустрија       |
| ------ | ------------------------- | ----------------------------- | ------------------------------------ | -------------------- | ----------------------------- |
| Мушки  | 36                        | 14                            | 0                                    | 3                    | 6                             |
| Женски | 14                        | 8                             | 0                                    | 0                    | 3                             |
| УКУПНО | 50                        | 22                            | 0                                    | 3                    | 9                             |
| Пол    | Производња и снабдевање   | Грађевинарство                | Трговина                             | Хотели и ресторани   | Саобраћај, складиштење и везе |
| Мушки  | 3                         | 0                             | 4                                    | 0                    | 1                             |
| Женски | 0                         | 0                             | 3                                    | 0                    | 0                             |
| УКУПНО | 3                         | 0                             | 7                                    | 0                    | 1                             |
| Пол    | Финансијско посредовање   | Некретнине                    | Државна управа и одбрана             | Образовање           | Здравствени и социјални рад   |
| Мушки  | 0                         | 0                             | 1                                    | 1                    | 0                             |
| Женски | 0                         | 0                             | 0                                    | 0                    | 0                             |
| УКУПНО | 0                         | 0                             | 1                                    | 1                    | 0                             |
| Пол    | Остале услужне активности | Приватна домаћинства          | Екстериторијалне организације и тела | Непознато            | Непознато                     |
| Мушки  | 0                         | 0                             | 0                                    | 3                    | 3                             |
| Женски | 0                         | 0                             | 0                                    | 0                    | 0                             |
| УКУПНО | 0                         | 0                             | 0                                    | 3                    | 3                             |